# Giải vô địch bóng đá nữ Đông Nam Á 2016
Giải vô địch bóng đá nữ Đông Nam Á 2016 là giải đấu các đội tuyển bóng đá nữ các quốc gia Đông Nam Á do Liên đoàn bóng đá Đông Nam Á (AFF) tổ chức. Giải được tổ chức tại Mandalay, Myanmar từ ngày 26 tháng 7 tới ngày 4 tháng 8 năm 2016.
Hai đội tuyển lọt vào trận chung kết diễn ra ngày 4 tháng 8 năm 2016 trên sân Mandalarthiri là Việt Nam và Thái Lan. Đội vô địch là Thái Lan sau khi chiến thắng 6–5 trong loạt sút luân lưu sau khi hòa 1–1 trong 120 phút thi đấu.

## Các đội tham dự
Có 8 đội góp mặt tại giải. Các đội tuyển quốc gia của Indonesia vẫn còn trong thời gian bị FIFA cấm thi đấu khi các bảng đấu được công bố. Úc gửi tới giải đội U-20. Nhật Bản, Trung Hoa Đài Bắc và Hàn Quốc đều được mời dự giải nhưng đều từ chối và do đó Đông Timor trở thành cái tên cuối cùng góp mặt.
- Myanmar (Chủ nhà)
- Malaysia
- Philippines
- Singapore
- Thái Lan (Đương kim vô địch)
- U-20 Úc
- Đông Timor
- Việt Nam

## Vòng bảng
Hai đội xếp đầu mỗi bảng sẽ vào vòng bán kết.
Tiêu chí xếp hạng
Các đội được xếp hạng trước tiên dựa trên điểm số (3 điểm cho một trận thắng, 1 điểm cho một trận hòa, 0 điểm cho một trận thua). Nếu hai đội trở lên bằng điểm, thứ hạng của các đội được phân định theo thứ tự ưu tiên sau:
1. Hiệu số bàn thắng bại trong tất cả các trận vòng bảng;
2. Số bàn thắng ghi được trong tất cả các trận vòng bảng;
3. Thành tích đối đầu giữa các đội bằng điểm;
4. Sút luân lưu nếu hai đội đang đối đầu trên sân.
5. Đội có số điểm Fair Play thấp nhất;
6. Bốc thăm.

Múi giờ địa phương Giờ chuẩn Myanmar (UTC+06:30)

### Bảng A
| VT | Đội         | ST | T | H | B | BT | BB | HS  | Đ | Giành quyền tham dự |
| -- | ----------- | -- | - | - | - | -- | -- | --- | - | ------------------- |
| 1  | Việt Nam    | 3  | 3 | 0 | 0 | 20 | 0  | +20 | 9 | Vào vòng bán kết    |
| 2  | Thái Lan    | 3  | 2 | 0 | 1 | 12 | 2  | +10 | 6 | Vào vòng bán kết    |
| 3  | Philippines | 3  | 1 | 0 | 2 | 2  | 8  | −6  | 3 |                     |
| 4  | Singapore   | 3  | 0 | 0 | 3 | 0  | 24 | −24 | 0 |                     |

| Thái Lan                                           | 4–0      | Philippines |
| -------------------------------------------------- | -------- | ----------- |
| Sornsai 21', 31' · Sungngoen 51' · Thongsombut 68' | Chi tiết |             |

| Việt Nam | 14–0     | Singapore |
| --- | -------- | --------- |
| Nguyễn Thị Xuyến 4' · Nguyễn Thị Liễu 8', 80' · Nguyễn Thị Muôn 10', 45+1', 47', 53', 59', 61' · Nguyễn Thị Tuyết Dung 17', 50' · Nguyễn Thị Minh Nguyệt 25' · Vũ Thị Nhung 36' · Nur Izyani 36' (l.n.) · Phạm Hải Yến 67' | Chi tiết |           |

| Philippines | 0–4      | Việt Nam                                                                        |
| ----------- | -------- | ------------------------------------------------------------------------------- |
|             | Chi tiết | Nguyễn Thị Hòa 7' · Nguyễn Thị Tuyết Dung 30', 71' · Nguyễn Thị Minh Nguyệt 80' |

| Singapore | 0–8      | Thái Lan                                                                                      |
| --------- | -------- | --------------------------------------------------------------------------------------------- |
|           | Chi tiết | Maijarern 27', 85', 88' · Rukpinij 30' · Chawong 58' · Srimanee 70' · Dangda 74' · Romyen 74' |

| Philippines                  | 2–0      | Singapore |
| ---------------------------- | -------- | --------- |
| De Los Reyes 5' · Wilson 50' | Chi tiết |           |

| Thái Lan | 0–2      | Việt Nam                                     |
| -------- | -------- | -------------------------------------------- |
|          | Chi tiết | Huỳnh Như 83' · Nguyễn Thị Minh Nguyệt 90+5' |

### Bảng B
| VT | Đội        | ST | T | H | B | BT | BB | HS  | Đ | Giành quyền tham dự |
| -- | ---------- | -- | - | - | - | -- | -- | --- | - | ------------------- |
| 1  | U-20 Úc    | 3  | 2 | 1 | 0 | 25 | 1  | +24 | 7 | Vào vòng bán kết    |
| 2  | Myanmar    | 3  | 2 | 1 | 0 | 20 | 2  | +18 | 7 | Vào vòng bán kết    |
| 3  | Malaysia   | 3  | 1 | 0 | 2 | 14 | 6  | +8  | 3 |                     |
| 4  | Đông Timor | 3  | 0 | 0 | 3 | 0  | 50 | −50 | 0 |                     |

| U-20 Úc                                 | 4–0      | Malaysia |
| --------------------------------------- | -------- | -------- |
| Vine 13', 43' · Maher 88' · Chidiac 89' | Chi tiết |          |

| Myanmar | 17–0     | Đông Timor |
| --- | -------- | ---------- |
| Win Theingi Tun 3', 13', 19', 45+1', 75' · Khin Marlar Tun 7', 33' · Yee Yee Oo 21', 29', 39' · May Thu Kyaw 22', 54', 59' · Khin Mo Mo Tun 31' · Hlayin Win 65' · Wai Wai Aung 71', 90+2' | Chi tiết |            |

| Đông Timor | 0–20     | U-20 Úc |
| ---------- | -------- | --- |
|            | Chi tiết | Barbieri 2', 10', 24' · Nenadovic 9' · Condon 16', 40', 55' · Wheeler 23' · Ellis 34', 51' · Ammendolia 37', 42', 50' · Ayres 45', 45+1', 59' · Lefevre 65' · Green 53', 87', 90+1' |

| Malaysia    | 1–2      | Myanmar                                           |
| ----------- | -------- | ------------------------------------------------- |
| Rofinus 18' | Chi tiết | Khin Moe Wai 45+2' (ph.đ.)* · Win Theingi Tun 78' |

| Đông Timor | 0–13     | Malaysia |
| ---------- | -------- | --- |
|            | Chi tiết | Sarmento 4' (l.n.) · Elly Pius 8', 12', 76', 82', 85' · Sa'arani 17', 32', 35', 89' · Nordin 27', 45' · Marques 68' (l.n.) |

| Myanmar          | 1–1      | U-20 Úc     |
| ---------------- | -------- | ----------- |
| Khin Moe Wai 41' | Chi tiết | Plessas 78' |

## Vòng đấu loại trực tiếp
|  | Bán kết                       | Bán kết         |                               |       | Chung kết | Chung kết |
|  |                               |                 |                               |       |           |           |
|  | 2 tháng 8 năm 2016 – Mandalay |                 |                               |       |           |           |
|  |                               |                 |                               |       |           |           |
|  | U-20 Úc                       | 1               |                               |       |           |           |
|  | U-20 Úc                       | 1               | 4 tháng 8 năm 2016 – Mandalay |       |           |           |
|  | Thái Lan                      | 2               |                               |       |           |           |
|  | Thái Lan                      | 2               | Việt Nam                      | 1 (5) |           |           |
|  | 2 tháng 8 năm 2016 – Mandalay |                 | Việt Nam                      | 1 (5) |           |           |
|  |                               | Thái Lan (ph.đ) | 1 (6)                         |       |           |           |
|  | Việt Nam (p)                  | Thái Lan (ph.đ) | 1 (6)                         | 3 (5) |           |           |
|  | Việt Nam (p)                  |                 |                               | 3 (5) |           |           |
|  | Myanmar                       | 3 (4)           |                               |       |           |           |
|  | Myanmar                       | 3 (4)           | Tranh hạng ba                 |       |           |           |
|  |                               |                 |                               |       |           |           |
|  | 4 tháng 8 năm 2016 – Mandalay |                 |                               |       |           |           |
|  |                               |                 |                               |       |           |           |
|  | Myanmar                       | 1               |                               |       |           |           |
|  | Myanmar                       | 1               |                               |       |           |           |
|  | U-20 Úc                       | 0               |                               |       |           |           |

### Bán kết
| U-20 Úc   | 1–2     | Thái Lan                              |
| --------- | ------- | ------------------------------------- |
| Maher 11' | Báo cáo | Sungngoen 30' · Maijarern 39' (ph.đ.) |

| Việt Nam | 3–3 (s.h.p.)     | Myanmar                                                                         |
| --- | ---------------- | ------------------------------------------------------------------------------- |
| Huỳnh Như 15' · Nguyễn Thị Tuyết Dung 17' · Nguyễn Thị Minh Nguyệt 90+4' (ph.đ.)                             | Chi tiết Báo cáo | Win Theingi Tun 59', 90+1' (ph.đ.) · May Thu Kyaw 76'                           |
| Loạt sút luân lưu                                                                                            |                  |                                                                                 |
| Chương Thị Kiều · Nguyễn Thị Minh Nguyệt · Nguyễn Thị Tuyết Dung · Nguyễn Thị Xuyến · Nguyễn Thị Bích Thùy · | 5–4              | Win Theingi Tun · Le Le Hlaing · Khin Marlar Tun · Khin Than Wai · Khin Moe Wai |

### Tranh hạng ba
| Myanmar             | 1–0      | U-20 Úc |
| ------------------- | -------- | ------- |
| Win Theingi Tun 20' | Chi tiết |         |

### Chung kết
| Việt Nam | 1–1 (s.h.p.) | Thái Lan                                                                                                   |
| --- | ------------ | --- |
| Nguyễn Thị Minh Nguyệt 85' | Chi tiết     | Thongsombut 7'                                                                                             |
| Loạt sút luân lưu |              | |
| Nguyễn Thị Minh Nguyệt · Nguyễn Thị Tuyết Dung · Nguyễn Thị Muôn · Nguyễn Thị Xuyến · Chương Thị Kiều · Nguyễn Thị Liễu · Nguyễn Thị Nguyệt · Bùi Thúy An · Trần Nguyễn Bảo Châu | 5–6          | Maijarern · Srangthaisong · Sungngoen · Seesraum · Panyosuk · Thongsombut · Khueanpet · Sritala · Chinwong |

## Đội vô địch
| Vô địch bóng đá nữ Đông Nam Á 2016 |
| ---------------------------------- |
| · Thái Lan · Lần ba                |

## Cầu thủ ghi bàn
9 bàn
- Win Theingi Tun

6 bàn
- Nguyễn Thị Muôn

5 bàn
- Shereilynn Elly Pius
- Nguyễn Thị Tuyết Dung

4 bàn
- Nur Haniza Sa'arani
- May Thu Kyaw
- Anootsara Maijarern
- Nguyễn Thị Minh Nguyệt

3 bàn
- Yee Yee Oo
- Eliza Ammendolia
- Melina Ayres
- Melinda Barbieri
- Emily Condon
- Ally Green

2 bàn
- Malini Nordin
- Khin Marlar Tun
- Khin Moe Wai
- Wai Wai Aung
- Pitsamai Sornsai
- Kanjana Sungngoen
- Rattikan Thongsombut
- Olivia Ellis
- Grace Maher
- Cortnee Vine
- Huỳnh Như
- Nguyễn Thị Liễu

1 bàn
- Dadree Rofinus
- Hlayin Win
- Khin Mo Mo Tun
- Christina de los Reyes
- Camille Wilson
- Thanatta Chawong
- Taneekarn Dangda
- Orathai Srimanee
- Nisa Romyen
- Alisa Rukpinij
- Alex Chidiac
- Ashleigh Lefevre
- Sophie Nenadovic
- Georgia Plessas
- Clare Wheeler
- Nguyễn Thị Hòa
- Nguyễn Thị Nguyệt
- Nguyễn Thị Xuyến
- Phạm Hải Yến

1 bàn phản lưới nhà
- Nur Izyani Noorghani (gặp Việt Nam)
- Luisa Marques (gặp Malaysia)
- Natacha Sarmento (gặp Malaysia)

## Tranh cãi
Trong loạt đá luân lưu của trận chung kết giữa đội tuyển Việt Nam và đội tuyển Thái Lan, tranh cãi đã xảy ra tại lượt sút thứ sáu. Sau khi cầu thủ Rattikan Thongsombut (Thái Lan) thực hiện không thành công quả đá của mình, Nguyễn Thị Liễu trở thành cầu thủ giữ trọng trách đá quả đá quyết định cho Việt Nam. Thủ môn của Thái Lan tuy đã đẩy được cú sút của Liễu nhưng trái bóng lại bật tay thủ môn và lăn từ từ qua vạch vôi trước khi bị thủ môn, trong nỗ lực cứu thua, đá ra ngoài. Trọng tài chính công nhận đó là cú sút thành công, tuy nhiên trọng tài biên không công nhận khiến trận đấu kéo dài thêm 3 loạt sút nữa. Tại loạt sút thứ 9, phía Thái Lan thành công trong khi Trần Thị Phương Thảo của Việt Nam không thành công khiến đội tuyển nữ Việt Nam mất chức vô địch. Nhiều cầu thủ Việt Nam tỏ ra bức xúc trước quyết định của trọng tài, thậm chí đã có người không muốn lên nhân huy chương bạc để phản đối. Giới truyền thông và người hâm mộ Việt Nam nhìn chung cho rằng đội tuyển của mình "bị trọng tài cướp mất chức vô địch"